# Zbrojní průmysl

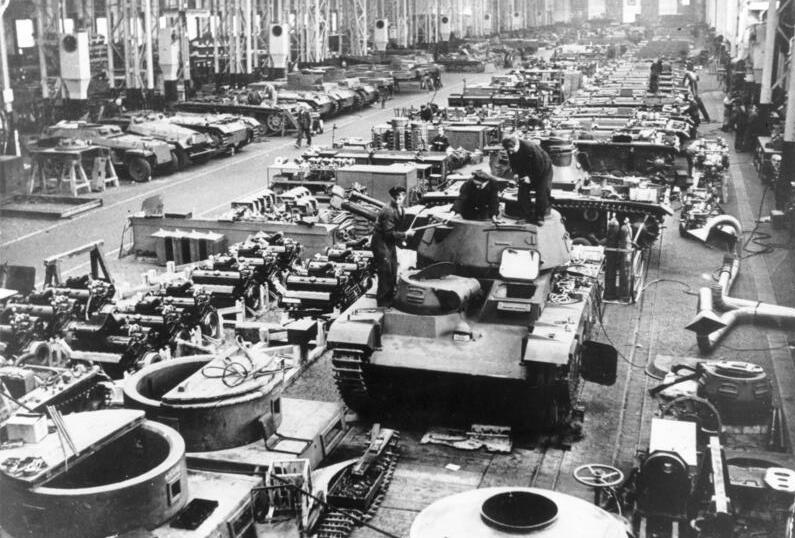
Výroba obrněných vozidel ve firmě Rheinmetall v době Třetí říše

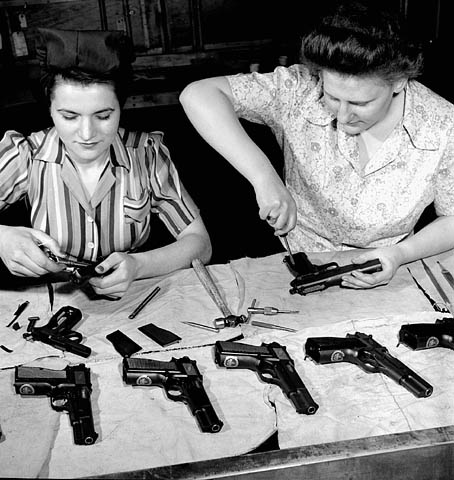
Dělnice skládají pistole Browning-Inglis Hi-Power v Kanadě, duben 1944

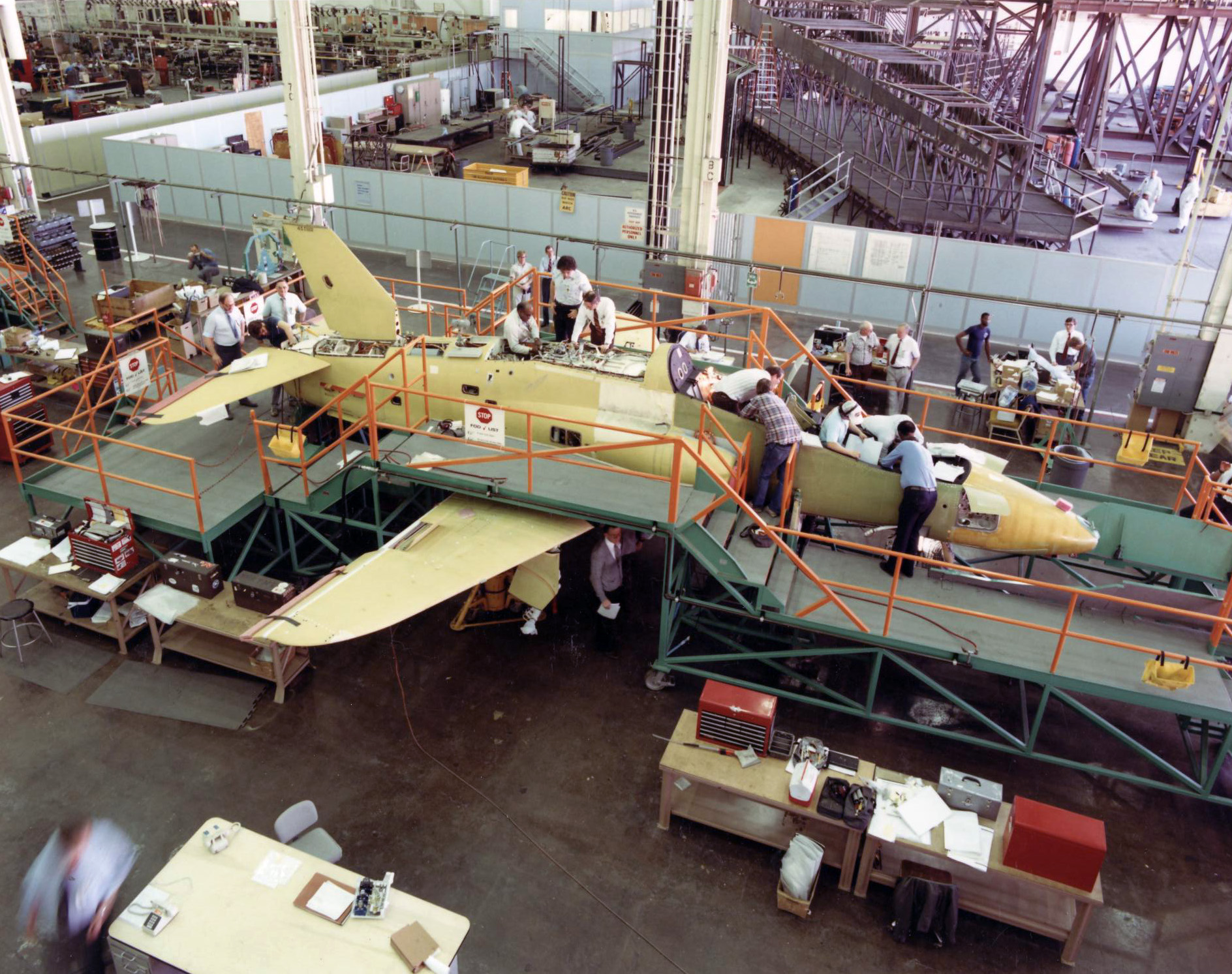
Montáž letounů T-45 Goshawk na lince společnosti McDonnell Douglas.

Zbrojní průmysl je celosvětový business, který se zabývá výrobou zbraní, vojenské techniky a zařízení. Skládá se z komerčního průmyslu, který se podílí na výzkumu, vývoji, výrobě a službách ohledně vojenských materiálů, vybavení a zařízení. Firmy vyrábějící zbraně se také označují jako vojenští dodavatelé (anglicky defense contractors) nebo vojenský průmysl. Vyrábějí zbraně především pro ozbrojené složky státu. Vládní oddělení ve zbrojním průmyslu také pracují. Nakupují a prodávají zbraně, munici a jiné vojenské položky. Produkty tohoto průmyslu zahrnují zbraně, munici, střely a rakety, vojenská letadla, vojenská vozidla, lodě, elektronické systémy atd. Zbrojní průmysl také provádí významný výzkum a vývoj a poskytuje další logistiku, provoz a podporu.
Podle zprávy Stockholmského mezinárodního ústavu pro výzkum míru mělo největších 100 zbrojovek světa za rok 2017 tržby o objemu 374,8 miliard dolarů, což představuje nárůst 1,9 procenta oproti roku 2016 a téměř 40% nárůst oproti situaci před 15 lety.

## Největší vývozci zbraní
Jednotky v této tabulce jsou tzv. hodnoty ukazatelů trendů vyjádřené v milionech dolarů v cenách z 90. let. Tyto hodnoty nepředstavují reálné finanční toky, ale jsou hrubým nástrojem pro odhad objemu převodů zbraní bez ohledu na smluvní ceny, které mohou být různé a v případě vojenské pomoci klidně i nulové. Zdroj:
| Rok 2019 | Dodavatel          | Vývoz |
| -------- | ------------------ | ----- |
| 1        | USA                | 10752 |
| 2        | Rusko              | 4718  |
| 3        | Francie            | 3368  |
| 4        | Čína               | 1423  |
| 5        | Německo            | 1185  |
| 6        | Španělsko          | 1061  |
| 7        | Spojené království | 972   |
| 8        | Jižní Korea        | 688   |
| 9        | Itálie             | 491   |
| 10       | Izrael             | 369   |
| 11       | Nizozemsko         | 285   |
| 12       | Švýcarsko          | 254   |
| 13       | Turecko            | 245   |
| 14       | Švédsko            | 206   |
| 15       | Kanada             | 188   |

## Největší dovozci zbraní

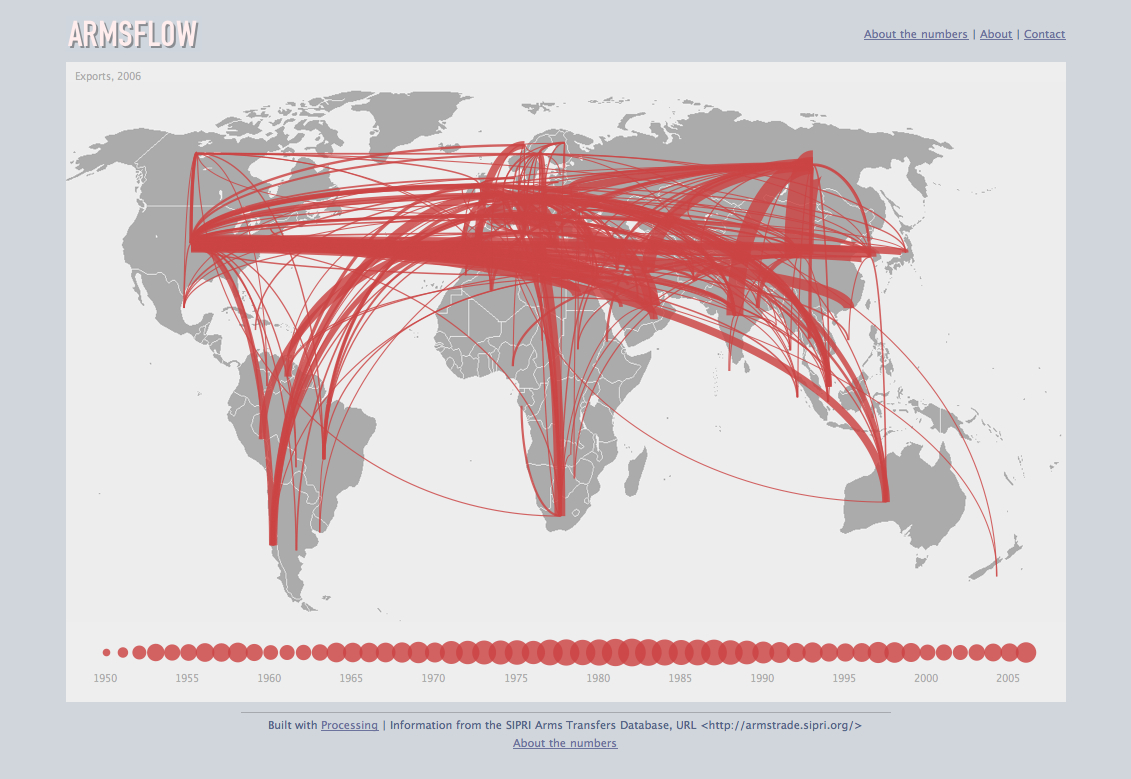
Světový prodej zbraní v letech 1950-2006

Stejný případ jako v případě tabulky výše
| 2019 | Dovozce                 | Dovoz |
| ---- | ----------------------- | ----- |
| 1    | Saúdská Arábie          | 3673  |
| 2    | Indie                   | 2964  |
| 3    | Katar                   | 2258  |
| 4    | Jižní Korea             | 1510  |
| 5    | Austrálie               | 1399  |
| 6    | Egypt                   | 1193  |
| 7    | USA                     | 1048  |
| 8    | Japonsko                | 891   |
| 9    | Čína                    | 887   |
| 10   | Turecko                 | 833   |
| 11   | Bangladéš               | 743   |
| 12   | Spojené arabské emiráty | 644   |
| 13   | Singapur                | 614   |
| 14   | Pákistán                | 561   |
| 15   | Izrael                  | 507   |